# 三菱・eKクロス
eKクロス（イーケイ・クロス、eK X）は、三菱自動車工業が製造・販売するクロスオーバーSUV軽トールワゴンである。
本記事では、BEV版である「eKクロス EV」（イーケイ・クロス イーヴイ、eK X EV）、軽スーパーハイトワゴンeKスペースのCUV仕様である派生車種「eKクロス スペース」（イーケイ・クロス スペース、eK X SPACE）も併せて述べる。

## 概要
4代目eKワゴンと同時に市場に投入された「SUVテイストのクロスオーバーモデル」である。先代eKワゴンのスポーティ版である「eKカスタム」に代わり、三菱自動車の強みであるSUV的要素を取り入れた軽自動車として開発された。
開発にあたり、三菱自動車と日産自動車の合弁会社NMKVがマネジメントを行い、三菱自動車が生産する点は先代eKワゴンと同様だが、三菱自動車主導で開発された先代と異なり、商品企画・車両開発を日産自動車主導で行うなど、新たな開発・生産プロセスにより誕生した。プラットフォーム・エンジン・CVTといった主要コンポーネントは新開発され、三菱自動車としては初採用となる「高速道路同一車線運転支援技術」を導入するなど、同社の軽自動車づくりのノウハウと、日産自動車の先進技術（日産・インテリジェントモビリティ）を融合させたモデルとなっている。
4代目eKワゴンは先代に引き続き、日産自動車が販売するデイズが姉妹車として存在するが、「eKクロス」は三菱自動車の専売車種となっている（逆にデイズハイウェイスター相当のエアログレードは4代目eKには設定されず、eKワゴン用ディーラーオプションにすらエアロパーツの設定はない）。
なお、eKワゴンのCUV指向モデルとしては初代にeKアクティブが存在しており、2世代越しの復活となる。

## デザイン・パッケージング
デザインコンセプトは「THE CUTE BEAST（キュート・ビースト）」。eKワゴンをベースに存在感のあるSUVテイストを表現した。フロントフェイスは三菱自動車のフロントデザインコンセプトである「ダイナミックシールド」を採用。LEDポジションランプは視認性の良いボンネットフード下に、また、縦型デザインの3灯式LEDヘッドライトは上2段がロービーム、その下にハイビームを配置した。サイドビューは、先代eKワゴン/eKカスタムに対し65mm延長されたホイールベースを活かしたシルエットと、彫刻的なキャラクターラインにより力強さを表現。また、ベースとなったeKワゴンに対して、サイドシルガーニッシュとホイールアーチをブラック色としたほか、メーカーオプションでルーフレールを設定する等、SUVらしさを強調したデザインとした。リヤは、ルーフスポイラーやシルバー色のテールゲートガーニッシュが専用品。「G」と「T」はリヤバンパーにもシルバーのアクセントを施した。ドアミラーサイドターンランプ（LED）やフロントフォグランプ（「M」を除く）、15インチタイヤ&アルミホイール（「M」を除く）など、eKワゴンには設定されていない装備を採用している。
インテリアでは、ブラックを基調にブルーを差し色とした内装色とし、シートには、凹凸感のある生地にハニカム調エンボス加工を施したデザインを採用した。また、プレミアムインテリアパッケージをメーカーオプションとして設定（「M」を除く）。ストライプパターンの生地とタン色の合成皮革を組み合わせたカラーコンビネーションを採用した。
パッケージング面では、先代eKワゴン/eKカスタム比で65mm延長したホイールベースにより、後席のニールームを70mm拡大。後席の足元は出っ張りのないフラットなデザインとし、乗降性が向上したほか、荷物を安定して置くことも可能。また、リヤシートはテールゲート側からもスライド操作ができるようにしたほか、運転席はシートバックの角度を最適化し、身体の胸郭部分と骨盤部分を積極的にサポートするスパイナルサポートを採用したことで長距離走行でも疲れにくいシートとした。

## メカニズム
エンジンは日産の親会社であるルノーが新興国向けAセグメントクラスの小型車専用に開発したBR08型を基にスケールダウンした新開発の「BR06」型を搭載。先代eKワゴン/eKカスタムが搭載した「3B20」型に対し、低フリクション化・高圧縮比化を実現。トランスミッションもエンジンと同様に新開発。高効率オイルポンプと低フリクションベルトを採用しワイドレシオ化された新型CVTを搭載した。また、モーターがエンジンをアシストするマイルドハイブリッドシステムを全車に採用した。加速時は専用のリチウムイオンバッテリーに蓄えた電力を利用し、モーターが駆動力をアシスト、減速時には回生ブレーキで生じた電気エネルギーをリチウムイオンバッテリーに効率的に充電するほか、車速が約13 km/h以下になるとエンジンを停止させるオートストップ＆ゴー（AS&G・コーストストップ機能付）を採用した。
エンジン単体のスペックでは先代eKワゴン/eKカスタムに対し、自然吸気仕様は最高出力が2kW（3PS）、最大トルクが1 - 4 N･m（0.1 - 0.4kgf･m）向上。また、ターボチャージャー仕様は最大トルクが2.0N･m（0.2 kgf･m）向上。さらに、両エンジンともにモーターとして「SM21」型（最高出力：2.0kW（2.7PS）、最大トルク：40N･m（4.1kgf･m））を組み合わせることで、加速性能・燃費性能・静粛性の向上を図った。
プラットフォームも新開発とし、2WD車のリヤサスペンションはトーションビーム式に変更。駆動方式は全車、2WDとVCU（ビスカスカップリング方式）の4WDを設定。また、滑りやすい路面での発進・加速を支援するグリップコントロールを全車に標準装備とした。雪道やぬかるんだ路面で片側の駆動輪が空転した際、スリップした駆動輪にはブレーキ制御、グリップしている駆動輪にはより大きな駆動力を与えることで走破性を高める機能である。

## 安全性
予防安全技術「e-Assist」を全車に標準装備。衝突被害軽減ブレーキシステム[FCM]、踏み間違い衝突防止アシスト、車線逸脱警報システム[LDW]、オートマチックハイビーム[AHB]に加え、車線逸脱防止支援機能[LDP]を新採用。車線を外れそうになった際、車線内に戻す方向に制御力を短時間発生させて、車両を車線内に戻す操作をアシストする機能である。
また、SRSサイドエアバッグ、SRSカーテンエアバッグを全車に標準装備としたほか、ベルトに一定以上の力が加わると胸部にかかる負担を緩和するフォースリミッター付のシートベルトを前席だけではなく後席にも採用するなど、パッシブセーフティ機能の向上を図った。

## その他機能・装備
高速道路同一車線運転支援技術「MI-PILOT」を三菱自動車として初採用した。前方を走行する車両との距離をキープするアダプティブクルーズコントロール[ACC]と、道路の白線を検知し車線中央の走行をアシストする車線維持支援機能 [LKA]により構成されており、車両側でアクセル、ブレーキ、ステアリング操作を支援することでドライバーのストレスや疲労を軽減する機能である。「MI-PILOT」は、電動パーキングブレーキ、ステアリングスイッチ（MI-PILOT）とともに「先進快適パッケージ」として「M」を除きメーカーオプション設定とした。
また、先代eKワゴン/eKカスタムから継続設定となる「マルチアラウンドモニター」には、車両周囲の歩行者や自転車を検知してモニターへの表示と警報で注意を促す「移動物検知機能」を追加。さらに、車両後方に搭載したカメラの映像を映し出す「デジタルルームミラー（マルチアラウンドモニター表示機能付）」を軽自動車では初採用。両装備とも「先進安全パッケージ」として「M」を除きメーカーオプション設定とした。

## eKクロス EV
eKクロスEVは、eKクロスをベースにした二次電池式電気自動車（BEV）である。2022年1月14日に東京オートサロン2022にて世界初披露されたコンセプトカー「K-EV concept X Style（ケーイーブイコンセプト クロススタイル）」がベースとなっている。三菱での軽乗用規格のEVはi-MiEVが2018年4月の改良で登録車（小型車）に移行されて以来、約4年ぶりとなる。日産・サクラとプラットフォームを共用しており、二輪駆動車のみの設定となっている。
駆動用バッテリーはi-MiEV（16kWh）からアップされて総電力量20kWhとしており、充電ポートは普通充電（AC200V/14.5A）と急速充電の2種類を備えている。また、エアコン冷媒を用いた冷却システムが搭載されており、電池の温度上昇を制御することで、高速走行と急速充電を繰り返した場合でも高い充電量が可能なようになっている。最大トルクはeKクロスのターボチャージャーモデル「T」の約2倍相当、i-MiEVの約1.2倍相当となる195N・mを発揮し、モーターの制振性能も向上。ドライブモードを搭載しており、市街地走行向けの「NORMAL」、モーター出力を控えめにして電力消費を抑える「ECO」、アクセル量に応じて積極的な加減速が可能な「SPORT」から切替が可能である。また、スイッチ操作で作動し、ブレーキペダルへの踏みかえを行わずにアクセルペダルだけで加減速を可能にする「イノベーティブペダル オペレーションモード」も搭載されている。1回の充電での航続距離は180km（WLTCモード）と公表されている。また、駆動用バッテリー保証もi-MiEVの5年10万kmから8年16万Kmに拡大され、取扱説明書に記載されている正しい取り扱いや手入れ、法令で定められた日常点検や定期点検整備、指定した点検整備の実施や定期交換部品・油脂類の指定通りの交換がいずれも行われており、点検や整備の証明となるメンテナンスノート（定期点検記録簿でも可）を携行していることを条件に、保証期間・距離内における故障等での特別保証やバッテリー容量が66%を下回った場合の修理・交換が無償となる容量保証が適用される。
外観デザインは兄弟車であるサクラが専用ボディを有しているのに対し、「カーボンニュートラル（脱炭素化）を実現するためにEVを選択肢のひとつに気軽に入れてほしい」という考えから、eKクロス EVは必要最小限の変更としている。フロントフェイス「ダイナミックシールド」をベースに、フロントグリルをダーククロムメッキとし、フロントフォグランプをLED化。フロントフェンダーにダクト処理されたEVエンブレムが装着されている点が識別ポイントとなる。駆動用バッテリーを薄型化して床下に格納することでガソリンモデルと同等レベルの室内空間・荷室用量が確保されており、リアシートは荷室後方からワンアクションでシートスライドやリアシートバック（分割可倒式）を倒すことが可能で、普通充電ケーブルをラゲッジアンダーボックス内に収納することが可能である。
性能面では高速道路同一車線運転支援機能「MI-PILOT」や安全装備群「e-Assist」に加え、三菱車では初となる駐車支援機能「MI-PILOT PARKING（マイパイロット パーキング）」を採用（「P」にメーカーオプション設定）。4つのカメラで駐車可能位置を自動検知するとともに、12個のセンサーで周囲の障害物を検出するため、縦列・前進・後退いずれにも対応している。
また、コネクテッドシステム「MITSUBISHI CONNECT」に対応（グレード別装備）しており、急な体調不良などの緊急時に対応したSOSコールや、あらかじめ専用アプリをインストールしたスマートフォン上からクルマの状態確認（マイカーステータスチェック）、駐車位置の確認（カーファインダー）、充電の開始（今すぐ充電）、エアコンの起動（リモートエアコン）が可能となる。
車両から100ボルト電源を取り出すMiEV POWER-BOX（ミーブ パワーボックス）には非対応となっている。
eKクロスEVは、日産・サクラと共に、軽自動車では初めて「2022-2023 日本カー・オブ・ザ・イヤー」に選ばれた。

## eKクロス スペース
eKクロス スペースは、eKクロス同様にSUVテイストのクロスオーバーのデザインとしつつ、eKスペースの機能を併せ持ったeKクロスのスーパーハイトワゴンモデルである。
2019年10月23日に第46回東京モーターショー2019にて参考出品車として世界初披露された新型軽コンセプトカー「SUPER HEIGHT K-WAGON CONCEPT（スーパーハイト軽ワゴンコンセプト）」がベースとなっており、2020年1月10日に東京オートサロン2020へ参考出品したタイミングで車名を「eKクロス スペース」とすることが発表されてeKクロスの派生モデルの位置づけとなり、同年2月6日に2代目へフルモデルチェンジされたeKスペースと共に公式発表された。
外観はeKクロス同様、フロントフェイスには「ダイナミックシールド」が採用されているが、Dピラーはリアで上部に切れ上がる「ジェットフィンピラー」とすることでガラスエリアを薄いイメージとし、前後バンパー下部にはシルバーのスキッドプレート形状部を設けている。内装はeKクロス同様ブラック基調となるものの、シート生地はキルティングパターンを採用。メーカーオプション設定の「プレミアムインテリアパッケージ」では、合成皮革とファブリックのコンビシートとなり、ブラウン基調にオレンジのアクセントカラーが配され、eKクロスと差別化されている。
全高をeKクロスに比べて140mm（ルーフレール装着の場合は135mm）高くしたほか、リアシートはeKクロスよりもスライド量が多くなっており（約320mm）、前席を一番後ろに下げた状態でも後席で余裕を持って座れるほどの足元空間が確保されている。また、メーカーオプションで前後席間のウォークスルーを可能にする前席セパレートシートが設定される（2020年12月の一部改良の際に廃止）。後席ドアはスライド式となり、開口幅を広くとるとともに、ハンズフリーオートスライドドア（一部グレードに設定、助手席側は標準装備・運転席側はメーカーオプション）が採用されており、両手がふさがっている場合でもキックセンサーでドアの開閉が可能である。ラゲッジルームは後席シートのスライドを再前端の状態にすることで、48Lのスーツケース4個が積載可能な積載量を持つ。
「MI-PILOT」はミリ波レーダーの導入により、追い越しの際にウインカーを出すと設定速度内で加速してスムーズな追い越しのアシストを行うほか、ワイパー作動時の機能向上やエンジンオフ時でも前回設定した車間を保持するなどした改良型となった。
予防安全技術「e-Assist」はeKクロスにも装備されているFCW、踏み間違い衝突防止アシスト、LDW、AHB、LDPに加え、前方衝突予測警報[PFCW]、ふらつき警報[DAA]、標識検知[TSR]、先行車発進通知[LCDN]の4点を追加。2台前を走る車両の状況から減速が必要と判断された場合、ドライバーのハンドル操作から注意力が低下していると判断された場合、車両進入禁止標識・最高速度標識・一時停止標識を検知した場合、信号待ちなどで停車中に先行車が発進した後も自車が停車し続けた場合にインフォメーション表示と警報ブザーでドライバーに注意喚起し、ブレーキの踏み遅れによる追突事故の回避のアシスト・ドライバーへの休憩の促し・標識の見逃しの予防・先行車の発進通知を行うことが可能となった。
ヘッドライトは、eKクロス同様にアダプティブLEDヘッドライト[ALH]（光軸自動調整機構付）を一部グレードにメーカーオプション設定されたほか、点け忘れ防止のため、スイッチからOFFポジションが廃止され、周囲の明るさに合わせて自動で点灯・消灯するオートライトコントロールが常時作動するように設計された。エアバッグは運転席SRSニーエアバッグが追加されて7つに強化されている（運転席SRSニーエアバッグは後にeKクロスにも装備されるようになった）。
走行性能では日本国内の三菱車で初となるヒルディセントコントロールを搭載。急な下り坂や滑りやすい路面を下る際に電子制御を行うことで低車速に抑えて走行することが可能で、制御中の速度調整範囲を約4～20km/hと広く設定された。

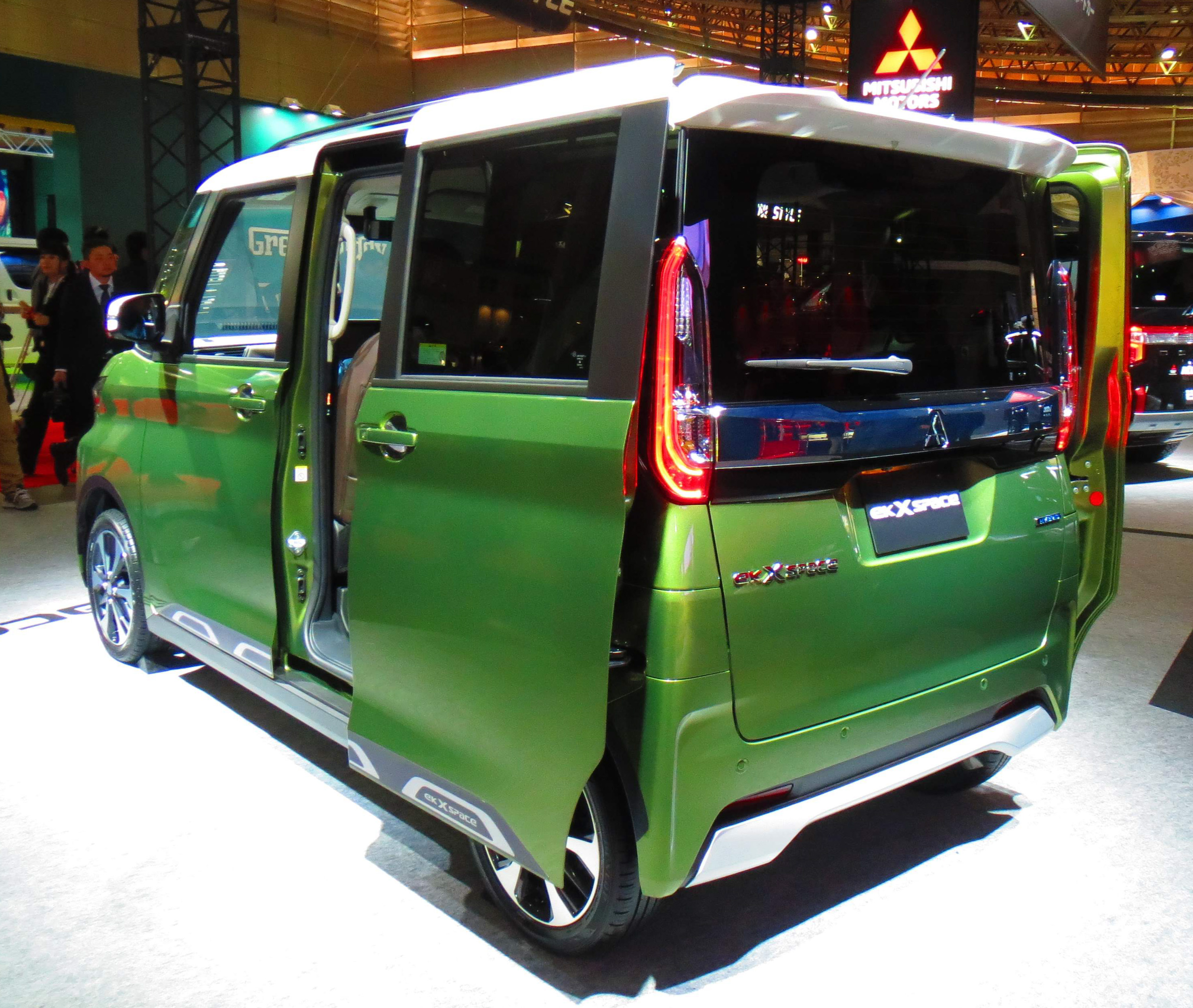
東京オートサロン出展車 リヤ
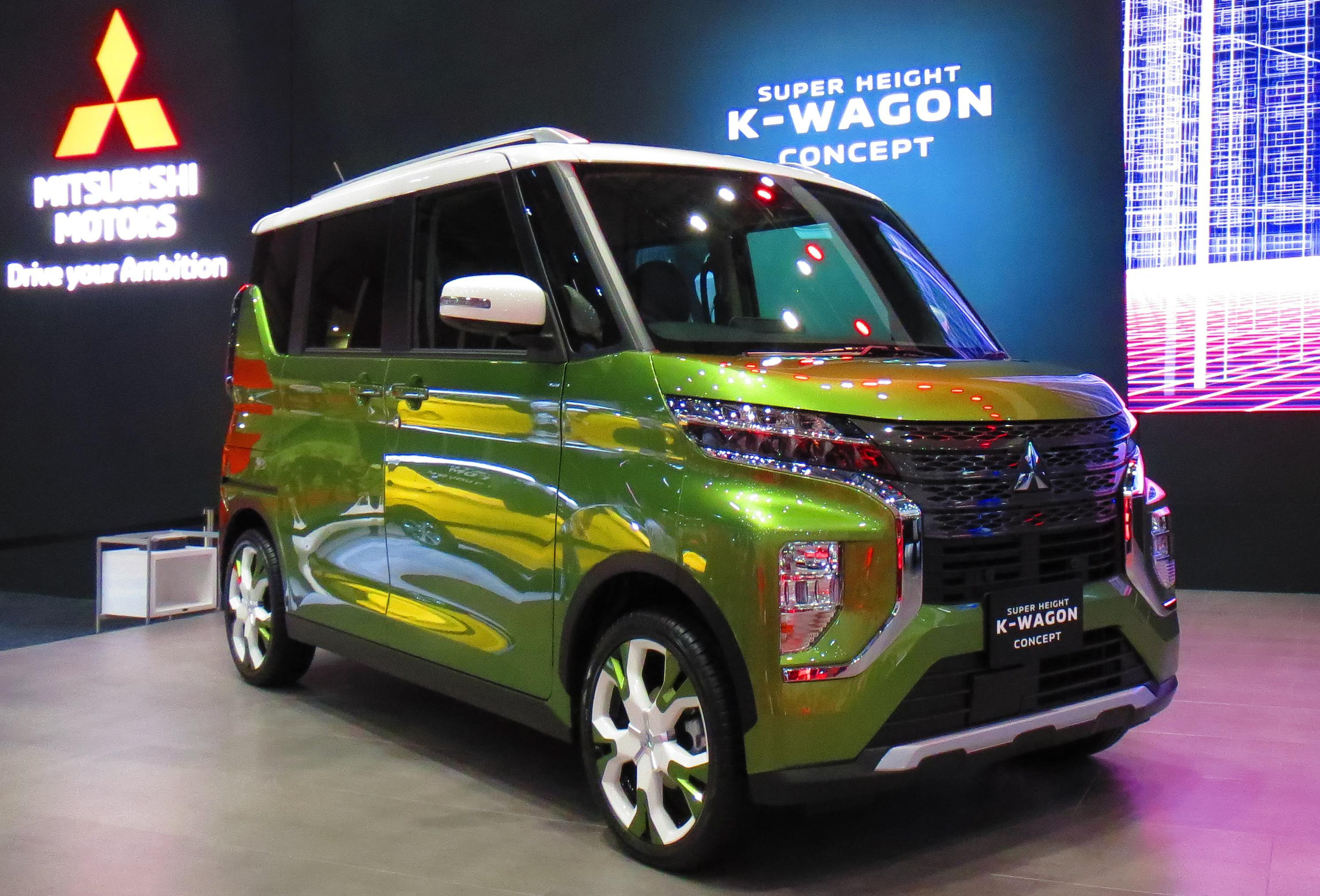
SUPER HEIGHT K-WAGON CONCEPT 東京モーターショー2019出展車
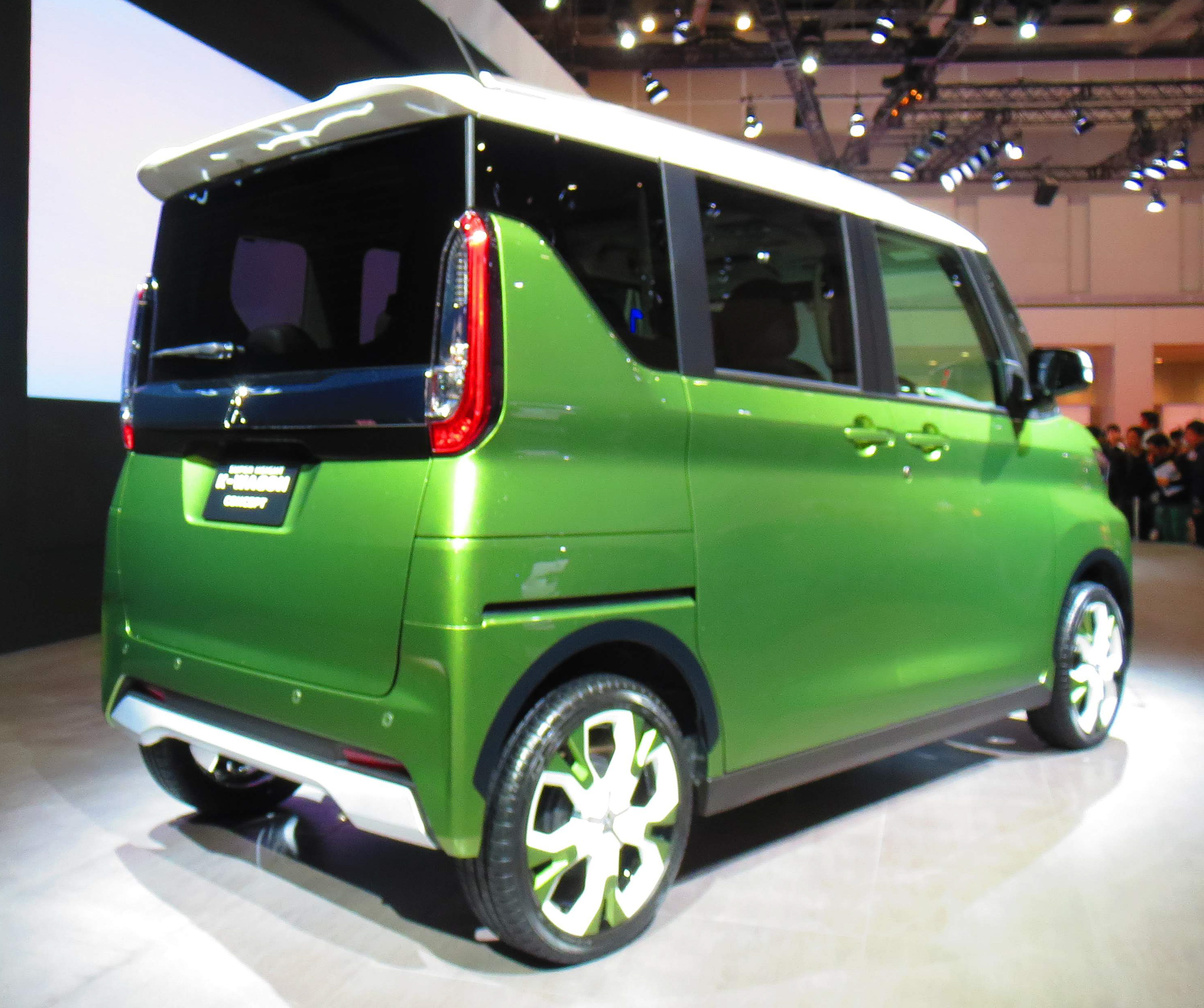
SUPER HEIGHT K-WAGON CONCEPT リヤ 東京モーターショー2019出展車

## 年表
- 2019年
  - 3月14日 - 三菱自動車の水島製作所にてオフライン式を実施。また、同日予約注文の受付を開始[9][10]。三菱自動車からは、フルモデルチェンジを受けるeKワゴンと新車種「eKクロス」として同年3月28日に発売予定、と発表。
  - 3月28日 - 発売[1]。キャッチフレーズは「ハイパフォーマンス軽SUV」で、CMキャラクターは竹内涼真。
    - グレード構成は自然吸気エンジンを搭載する「M」、「G」とターボエンジン搭載の「T」の3タイプ。
    - ボディカラーはモノトーンがホワイトパール（有料色）、チタニウムグレーメタリック、ブラックマイカ、レッドメタリック、ライトニングブルーマイカに、三菱ブランドの車種では初設定となるサンシャインオレンジメタリック（有料色）[注 14]を加えた6色。「G」と「T」に設定の2トーン（有料色）はサンドイエローメタリック×ホワイトソリッド、ナチュラルアイボリーメタリック×サンシャインオレンジメタリック、レッドメタリック×ブラックマイカ、オリーブグリーンメタリック×チタニウムグレーメタリック、ライトニングブルーマイカ×スターリングシルバーメタリックの5種類を設定。それぞれルーフ、ルーフスポイラー、ドアミラーを塗り分けている。

  - 10月2日 - 4代目eKワゴン・デリカD:5（2019年2月改良モデル）と共に2019年度グッドデザイン賞を受賞[11]。
  - 11月12日 - 4代目eKワゴンや日産・デイズ（2代目）と共に2020年次RJCカー・オブ・ザ・イヤーを受賞[12]。三菱車での受賞は2019年次のエクリプスクロスに続き2年連続となり、2007年次のiを含め、通算3度目の受賞となった。
  - 12月6日 - 4代目eKワゴンや日産・デイズ（2代目）と共に2019-2020日本カー・オブ・ザ・イヤー「スモールモビリティ部門賞」を受賞[13]。三菱車における同賞受賞は初、日本カー・オブ・ザ・イヤー全体においてもアウトランダーPHEVで「イノベーション部門賞」を受賞した2013-2014年度以来6年ぶりとなった。
  - 12月19日 - サンドイエローメタリック×ホワイトソリッド及びナチュラルアイボリーメタリック×サンシャインオレンジメタリック（ext）/ブラック&タン（int）の組み合わせが、オートカラーアウォード2019にて特別賞を受賞した（デイズとの同時受賞）[14]。三菱車による同賞の受賞は、1998年の第1回でギャラン/レグナムのトリガーモーブパープルで審査員特別賞を受賞して以来、21年ぶり2回目。
  - 12月25日 - 特別仕様車「T Plus Edition」を発売[15]。
    - 「T」をベースに、MI-PILOT、電動パーキングブレーキ、デジタルルームミラー（マルチアラウンドモニター表示機能付）の3点が標準装備され、リアバンパーのシルバーアクセントをブラックに変更した。また、ブラックマイカのフロントバンパーガーニッシュとテールゲートガーニッシュ、ブラック/シルバーのサイドデカールで構成された専用ディーラーオプションパッケージとして「T Plus Editionコンプリートパッケージ」を設定した。
- 2020年
  - 2月6日 - スーパーハイトワゴン仕様の派生モデル「eKクロス スペース」が発表された（3月19日発売）[8]。
    - グレード体系はeKクロスと共通で、「M」・「G」・「T」の3グレードを設定。
    - ボディカラーはモノトーンはeKクロスと共通設定となるホワイトパール（有料色）、チタニウムグレーメタリック、サンシャインオレンジメタリック（有料色）、レッドメタリック、ブラックマイカの5色に、eKクロス スペース専用色となるナイトシャドウパープルパール（有料色）とオークブラウンメタリック（有料色）を加えた7色展開、2トーン（有料色）はeKクロスと共通設定となるナチュラルアイボリーメタリック×サンシャインオレンジメタリック、レッドメタリック×ブラックマイカ、サンドイエローメタリック×ホワイトソリッドの3種に、eKクロス スペース専用色となるオリーブグリーンメタリック×ホワイトソリッド、ホワイトパール×ブラックマイカ、サファイアブルーメタリック×ホワイトソリッドを加えた6種展開となり、eKクロスよりも多く設定されている。

  - 3月19日 - eKクロス スペースが発売（2代目eKスペースと同時）[16]。CMキャラクターは竹内涼真と天宮良。発売前日の3月18日までの2代目eKスペースと合わせた受注台数が約5,000台だったことが発表された。
  - 8月20日 - eKクロスについて一部改良（eKワゴンと同時）[17]。
    - eKクロス スペースに採用された機能が導入され、「e-Assist」にTSR・PFCW・LCDN・DAAが追加。ミリ波レーダーの採用によるFCMの夜間検知性能の向上、並びに「MI-PILOT」に追い越し時の加速機能の追加とワイパー作動時の機能を向上。運転席SRSニーエアバッグやヒルディセントコントロールも搭載され、ヘッドランプのスイッチからOFFポジションが廃止された。その他、リアシートベルトにプリテンショナー機構と非着用ウォーニング着座センサーが搭載され、センターパネル部に充電用USBポートが追加された。
    - ボディカラーは青系色をライトニングブルーマイカからサファイアブルーメタリックに入れ替え、スターリングシルバーメタリックとの2トーンカラー（有料色）も同様に入れ替えられた。

  - 9月17日 - eKクロス スペースに「助手席ムービングシート仕様車」が設定された[18]。
    - グレード体系は「M」と「G」の2グレードが設定され、「M」は4WD、「G」は2WDとなる。
    - 助手席が電動で回転し、車外へスライドダウンさせることで、車いすの座面とほぼ同じ高さにつくことが可能。回転時や乗降時の着座姿勢を支える胸部固定ベルトや、組み込み式のアームレスト、フットレストを追加。スライドダウン操作を手元で行うためのリモコンスイッチや、ラゲッジスペースに車いす固定用ゴムネットも装備される。「G」には、ベース車はメーカーオプション設定の運転席側ハンズフリーオートスライドドアが装備される。また、前席がセパレートシートとなる関係上、助手席シートバックテーブル（コンビニエントフック付）、助手席シートアンダートレイ（車検証入れ付）、センターアームレスト、充電用USBポート（助手席シートバック）は非装備化される。

  - 10月1日 - eKクロス スペースが2代目eKスペースや日産・ルークス（3代目）と共に2020年度グッドデザイン賞を受賞[19]。
  - 12月7日 - eKクロス スペースが2代目eKスペースや日産・ルークス（3代目）と共に「K CAR オブ・ザ・イヤー」を受賞。同賞は2020年（2020-2021）から新設された部門賞の一つで、総合的に優れた軽自動車を選出する。2019年（2019-2020）のeKクロスや4代目eKワゴンで受賞した「スモールモビリティ部門賞」に続き、三菱車が軽自動車を対象とした部門賞を2年連続で受賞した[20]。
  - 12月24日 - eKクロス・eKクロス スペース特別仕様車「G Plus Edition」が発売された[21]。
    - 「G」をベースに、ベースグレードではメーカーオプションの「先進安全パッケージ」での設定となるマルチアラウンドモニター（移動物検知機能付）と自動防眩ルームミラー（マルチアラウンドモニター付）を特別装備するとともに、LEDパッケージを専用ディーラーオプションに設定。併せて、eKクロス スペース「G Plus Edition」では、ベースグレードではメーカーオプション設定となる運転席側ハンズフリーオートスライドドアと「後席パッケージA」の装備品も特別装備された。
    - 同時に一部改良も行われ、メーカーオプションの設定が見直された。
- 2021年11月11日 - eKクロス スペース特別仕様車「T Plus Edition」が発表された（12月16日発売）[22]。
  - 既存の「G Plus Edition」のベースグレードをターボエンジン車の「T」に変更したもの。特別装備内容は「G Plus Edition」に準じており、専用ディーラーオプションの「LEDパッケージ」も設定される。
- 2022年
  - 5月20日 - EV仕様の派生モデル「eKクロス EV」が発表された[23]。
    - キャッチフレーズは「毎日にちょっといい軽EV」で、CMキャラクターは劇団ひとり[注 15]。
    - グレード体系は「G」と「P」の2グレード
    - ボディカラーはモノトーンはeKクロス・eKクロス スペースとの共通設定となるブラックマイカとレッドメタリック[注 16]、eKクロス・eKクロス スペースでは2トーン専用色となるナチュラルアイボリーメタリック（有料色）とオリーブグリーンメタリック（有料色）、EV専用設定のミストブルーパール（有料色）の5色。2トーン（有料色）はeKクロス・eKクロス スペースとの共通設定となるレッドメタリック/ブラックマイカ[注 17]、eKクロス スペースとの共通設定となるホワイトパール/ブラックマイカ[注 18]、EV専用設定のミストブルーパール/カッパーメタリック、ナチュラルアイボリーメタリック/カッパーメタリック、オークブラウンメタリック/ナチュラルアイボリーメタリックの5色がそれぞれ設定される。

  - 6月13日 - eKクロス EVを6月16日から発売することを発表。また、公式発表と同時に開始された先行注文から6月12日までの受注台数が月販売目標台数（850台）の4倍となる約3,400台[注 19]となったことも発表された[24]。
  - 9月8日 - eKクロス・eKクロス スペースに新グレードとして「G Premium」・「T Premium」を追加し、併せて一部改良も行われた（一部改良についてはeKワゴン・eKスペースも同時に実施）[25]。
    - 一部改良では、eKクロス・eKクロス スペース共に燃料消費率が向上され、eKクロスのNA・2WD車は「2030年度燃費基準80%達成車」、NA・4WD車とターボ・2WD車は「同75%達成車」、ターボ・4WD車は「同70%達成車」となった。ボディカラー展開が見直され、モノトーンはeKクロス専用色のサファイアブルーメタリックとeKクロス スペース専用色のオークブラウンメタリック（有料色）を廃止。2トーン（有料色）はeKクロス専用色のサファイアブルーメタリック×スターリングシルバーメタリックとeKクロス スペース専用色のサファイアブルーメタリック×ホワイトソリッドを廃止する替わりに、従来eKクロス スペースのみに設定されていたホワイトパール/ブラックマイカをeKクロスにも設定可能とし、eKクロス スペースにはチタニウムグレーメタリック×ブラックマイカが新たに設定された。また、eKクロス スペースは「T」において、従来メーカーオプション設定となっていた「後席パッケージ」の装備品（運転席側電動スライドドア(ハンズフリーオートスライドドア)、助手席シートバックテーブル(コンビニエントフック付)、リアサーキュレーター(プラズマクラスター付)、リアロールサンシェード、樹脂ラゲッジボード&PVC後席シートバック）がすべて標準装備化された。
    - 「G Premium」・「T Premium」は既存の「G」・「T」に「先進安全パッケージ」と「先進快適パッケージ」の装備品をプラスした仕様で、デジタルルームミラー（マルチアラウンドモニター付）、マルチアラウンドモニター（移動物検知機能付）、マイパイロット、電動パーキングブレーキ&ブレーキオートホールド、ステアリングスイッチの5点が標準装備され、「T Premium」は「T」同様に「後席パッケージ」の装備品もすべて標準装備される。

  - 11月8日 - eKクロスEVが姉妹車の日産・サクラと共に2022～2023日本自動車殿堂 カーオブザイヤーを受賞したことが発表された[26]。
  - 11月9日 - eKクロスEVが姉妹車の日産・サクラと共に2023年次「RJCカーオブザイヤー」を受賞し、本車種に搭載されている「軽EVの電動化技術」が2023年次「RJCテクノロジーオブザイヤー」を受賞。一つの車種で同じカーオブザイヤーの部門賞を2つ同時に受賞するのは異例で、日本のカー・オブ・ザ・イヤーでは前日の日本自動車殿堂に続き2冠達成となった[27]。
  - 12月8日 - eKクロスEVが姉妹車の日産・サクラと共に「2022-2023日本カー・オブ・ザ・イヤー」を受賞し、部門賞の「K CAR オブ・ザ・イヤー」も受賞。三菱車としては1996年次のギャラン/レグナム以来26年ぶりの受賞となるほか、電気自動車の受賞は2011年の日産・リーフ以来11年ぶり、また軽自動車全体での受賞や他のメーカーと姉妹関係を持つ車種での同時受賞も共に今回が初めてとなり、さらに、三菱車で初となる日本自動車殿堂・RJCと合わせた日本のカー・オブ・ザ・イヤー3冠達成も成し遂げた[28]。
- 2023年
  - 1月18日 - eKクロス スペースの生産を終了（一部ボディカラー・オプションが選択できなくなった旨が公式サイトトップに掲載された）[29]。
  - 4月6日 - デリカミニの公式発表に伴い、eKクロス スペースの販売を終了。
  - 11月24日 - eKクロスを一部改良[30]。
    - 安全性能が強化され、リアカメラ及びリアビューモニター付ルームミラー（自動防眩機能付）を「G」と「T」に標準装備され、FCMには自動車運転者検知が追加された。
    - 機能面ではステアリングヒーターが追加され、「T」と「T Premium」にはパドルシフトを追加して変速操作が可能となった。
    - ボディカラー展開が見直され、モノトーンはレッドメタリックを2トーン専用色へ移行して廃止する代わりに2020年8月の一部変更時に廃止されていたライトニングブルーマイカを約3年3ヶ月ぶりに復活設定。2トーン（有料色）はオリーブグリーンメタリック/チタニウムグレーメタリック、サンドイエローメタリック/ホワイトソリッド、ナチュラルアイボリーメタリック/サンシャインオレンジメタリックを廃止する代わりに、チタニウムグレーメタリック/サンシャインオレンジメタリック、ミストブルーパール/ブラックマイカ、ナチュラルアイボリーメタリック/アッシュグリーンメタリックの3色が追加された。
    - グレード展開も見直され、「M」が廃止された。
- 2024年
  - 5月17日 - eKクロスEVを一部改良[31]。
    - コネクティッドサービス「MITSUBISHI CONNECT」への登録とNTTドコモが提供する「docomo in Car Connect」との有料オプション契約を行うことで車内Wi-Fiのインターネット接続が可能になったほか、「MITSUBISHI CONNECT」にリモートドアロック/アンロック機能が追加された。
    - 安全面ではエマージェンシーストップシグナルシステムが装備されたほか、「P」にマルチアラウンドモニター、「G」にリアビューモニター付ルームミラーが標準装備された。
    - ボディカラー展開が見直され、モノトーンはオリーブグリーンメタリック（有料色）から新色のアッシュグリーンメタリック（有料色）に入れ替え。2トーン（有料色）はオークブラウンメタリック/ナチュラルアイボリーメタリック、レッドメタリック/ブラックマイカを廃止する替わりにアッシュグリーンメタリック/ホワイトソリッド、ライラックピンクメタリック/ブラックマイカが設定された。

  - 8月1日 - eKクロスについて一部改良（eKワゴンと同時）[32]。
    - 自動車のコネクティッド化によるサイバー攻撃のリスク増加に合わせて、サイバーセキュリティに関わるソフトウェアのプログラムが変更され、最新の法規に適合させた。
- 2025年
  - 7月24日 - eKクロスについて一部改良（eKワゴンと同時）[33]。
    - FCMの警告灯の制御及び警告表示を変更・追加することで法規に適合させた。
    - モノトーンでボディカラー展開が一部見直され、サンシャインオレンジメタリック（有料色）と入れ替えで従来は2トーン専用設定だったナチュラルアイボリーメタリック（有料色）が設定された。

## 車名の由来
シリーズ名の「eK」は「excellent K-car」の頭文字であると同時に「いい軽」の語呂合わせ。
また「X（クロス）」は、SUVらしい力強さをハイトワゴンに掛け合わせた（クロスさせた）ことから命名している。